# Гоув (аэропорт)
Аэропорт Гоув (англ. Gove Airport) — небольшой региональный аэропорт, расположенный на полуострове Гоув в местечке Нуланбей, Северная территория, Австралия.

## Статистика
Данные из запроса в Викиданные.